# Liste des sénateurs belges (législature 2003-2007)
Pour les articles homonymes, voir Liste des sénateurs belges.
Liste des sénateurs pour la législature 2003-2007 en Belgique, par ordre alphabétique.

## Sénateurs de droit
- Philippe de Belgique
- Astrid de Belgique
- Laurent de Belgique

## Présidente
- Anne-Marie Lizin (PS) (20.07.2004) remplace Armand De Decker (MR)

## Sénateurs élus directs

### Collège néerlandophone (25)
| Nom du sénateur            | Titulaire remplacé  | Partis ou tendances |
| -------------------------- | ------------------- | ------------------- |
| Stéphanie Anseeuw (2004)   | Jean-Marie Dedecker | VLD                 |
| Wouter Beke (22.7.2004)    | Etienne Schouppe    | CD&V                |
| Mimount Bousakla           |                     | Sp.a                |
| Yves Buysse (2004)         | Frank Vanhecke      | VB                  |
| Jurgen Ceder               |                     | VB                  |
| Pierre Chevalier           |                     | VLD                 |
| Hugo Coveliers             |                     | VB(VLOTT)           |
| Sabine de Bethune          |                     | CD&V                |
| Christel Geerts            |                     | Sp.a                |
| Nele Jansegers (8.7.2004)  | Filip Dewinter      | VB                  |
| Jeannine Leduc             |                     | VLD                 |
| Staf Nimmegeers            |                     | Sp.a                |
| Stefaan Noreilde           | Karel De Gucht      | VLD                 |
| Fatma Pehlivan             |                     | Sp.a                |
| Jan Steverlynck (2004)     | Stefaan De Clerck   | CD&V                |
| Elke Tindemans (7.12.2006) | Erika Thijs         | CD&V                |
| Annemie Van De Casteele    |                     | VLD                 |
| Hugo Vandenberghe          |                     | CD&V                |
| Lionel Vandenberghe (2004) | Bert Anciaux        | SPIRIT              |
| Ludwig Vandenhove          | Steve Stevaert      | Sp.a                |
| Anke Van dermeersch        |                     | VB                  |
| Patrik Vankrunkelsven      | Guy Verhofstadt     | VLD                 |
| Myriam Vanlerberghe        |                     | Sp.a                |
| Marc Van Peel              |                     | CD&V                |
| Wim Verreycken             |                     | VB                  |

### Collège francophone (15)
| Nom du sénateur                       | Titulaire remplacé                       | Partis ou tendances |
| ------------------------------------- | ---------------------------------------- | ------------------- |
| Jihane Annane                         | Armand De Decker                         | MR                  |
| Jean-Marie Cheffert                   | Antoine Duquesne                         | MR                  |
| Jean Cornil                           |                                          | PS                  |
| Marie-Hélène Crombé-Berton (1.4.2004) | Alain Destexhe suppléant de Louis Michel | MR                  |
| Francis Detraux (indépendant)         | Audrey Rorive,                           | FN                  |
| Nathalie de T' Serclaes               |                                          | MR                  |
| Isabelle Durant                       |                                          | ECOLO               |
| Jean-Marie Happart                    | Elio Di Rupo                             | PS                  |
| Franco Seminara (11.01.2007)          | Marie-José Laloy                         | PS                  |
| Anne-Marie Lizin                      |                                          | PS                  |
| Philippe Mahoux                       |                                          | PS                  |
| Philippe Moureaux                     |                                          | PS                  |
| Clotilde Nyssens                      | Joëlle Milquet                           | cdH                 |
| Luc Paque                             | Raymond Langendries                      | cdH                 |
| Marc Wilmots                          |                                          | MR                  |

## Sénateurs de Communauté (21)

### Communauté flamande (10)
| Nom du sénateur                                        | Titulaire remplacé | Partis ou tendances |
| ------------------------------------------------------ | ------------------ | ------------------- |
| Jean-Marie Dedecker (ex-VLD, indépendant)              | Jacques Devolder   | VLD                 |
| Margriet Hermans                                       | Didier Ramoudt     | VLD                 |
| Dany Vandenbossche (18.01.2007) remplace Flor Koninckx | Patrick Hostekint  | Sp.a                |
| Bart Martens                                           | Jacques Timmermans | Sp.a                |
| Etienne Schouppe                                       | Ludwig Caluwé      | CD&V                |
| Luc Van den Brande                                     |                    | CD&V                |
| Joris Van Hauthem                                      |                    | VB                  |
| André Van Nieuwkerke                                   | Jan Van Duppen     | Sp.a                |
| Karim Van Overmeire                                    |                    | VB                  |
| Paul Wille                                             |                    | VLD                 |

### Communauté française (10)
| Nom du sénateur             | Titulaire remplacé    | Partis ou tendances |
| --------------------------- | --------------------- | ------------------- |
| Sfia Bouarfa                |                       | PS                  |
| Christian Brotcorne         |                       | CdH                 |
| Josy Dubié (2005)           | Marcel Cheron         | ECOLO               |
| Christine Defraigne         |                       | MR                  |
| Francis Delpérée            | René Thissen          | CdH                 |
| Amina Derbaki Sbaï          |                       | indépendante        |
| Alain Destexhe              | Alain Zenner          | MR                  |
| x (2006)                    | Jean-François Istasse | PS                  |
| Joëlle Kapompolé (2004)     | Francis Poty          | PS                  |
| François Roelants du Vivier |                       | MR                  |

### Communauté germanophone
1. Berni Collas remplace[4] Louis Siquet (MR)

## Sénateurs cooptés (10)

### Groupe néerlandophone (6)
1. Frank Creyelman (VB)
2. Jacinta De Roeck (Sp.a)
3. Mia De Schamphelaere (CD&V)
4. Nele Lijnen (16.3.2006) remplace Jacques Germaux[9](VLD)
5. Fauzaya Talhaoui (2004) remplace Caroline Gennez[1] (Sp.a)
6. Luc Willems (VLD)

### Groupe francophone (4)
1. Jacques Brotchi (2004) remplace[4] Marie-Hélène Crombé-Berton (MR)
2. Michel Delacroix (FN)
3. Pierre Galand (PS)
4. Olga Zrihen remplace Christiane Vienne[3](PS)